# Tichon Suszkow
Tichon Stiepanowicz Suszkow (ros. Тихон Степанович Сушков, ur. 7 grudnia 1918 w Dmitriaszewce w guberni woroneskiej, zm. 14 maja 1999 we Włodzimierzu) – radziecki działacz państwowy.

## Życiorys
W latach 1935–1938 uczył się w technikum pedagogicznym, 1938-1939 był wykładowcą i kierownikiem sekcji szkoły średniej w rejonie zadońskim w obwodzie woroneskim, od grudnia 1939 do 1946 służył w Armii Czerwonej, otrzymał stopień porucznika, 1944 został członkiem WKP(b). Zaocznie ukończył Włodzimierski Instytut Nauczycielski, 1946-1947 był słuchaczem obwodowej szkoły partyjnej we Włodzimierzu, 1947 został pomocnikiem I zastępcy przewodniczącego Komitetu Wykonawczego Włodzimierskiej Rady Obwodowej, następnie przewodniczącym komitetu wykonawczego rady rejonowej w obwodzie włodzimierskim i I sekretarzem rejonowego komitetu WKP(b)/KPZR w obwodzie włodzimierskim. W latach 1955–1958 był słuchaczem Wyższej Szkoły Partyjnej przy KC KPZR, 1958-1960 I sekretarzem rejonowego komitetu partyjnego w obwodzie włodzimierskim, od października 1960 do grudnia 1962 przewodniczącym Komitetu Wykonawczego Włodzimierskiej Rady Obwodowej, od grudnia 1962 do grudnia 1964 przewodniczącym Komitetu Wykonawczego Włodzimierskiej Wiejskiej Rady Obwodowej, a od grudnia 1964 do czerwca 1985 ponownie przewodniczącym Komitetu Wykonawczego Włodzimierskiej Rady Obwodowej, 1985 przeszedł na emeryturę. W 1992 został dyrektorem spółki z o.o. "Władpromles".

## Odznaczenia
- Order Lenina
- Order Rewolucji Październikowej
- Order Wojny Ojczyźnianej I klasy
- Order Czerwonego Sztandaru Pracy
- Order Wojny Ojczyźnianej I klasy
- Order Czerwonej Gwiazdy (1942)